# Ernst Otto Fischer
Ernst Otto Fischer (Solln, 10 de novembro de 1918 — Munique, 23 de setembro de 2007) foi um químico alemão.
Terceiro filho de Karl Tobias Fischer, professor de física na Universidade Técnica de Munique, e Valentine Fischer, nascida Danzer.
Conjuntamente com Geoffrey Wilkinson, foi agraciado com o Nobel de Química de 1973 devido ao "seu trabalho pioneiro, conduzido de forma independente, sobre a química dos organometálicos, designados por compostos sanduíche".

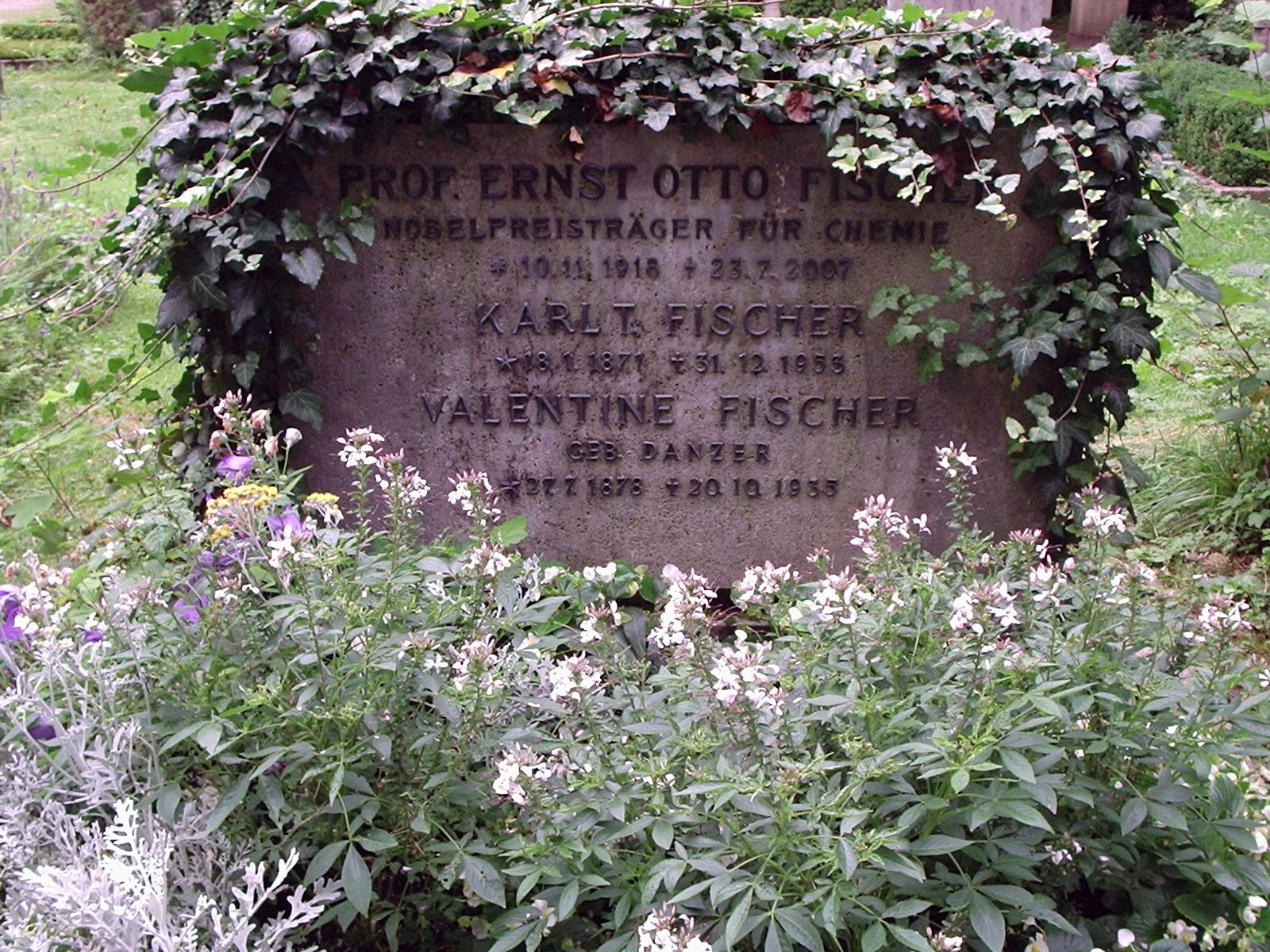
Sepultura de Ernst Otto Fischer

Está sepultado no Cemitério de Solln.